# Sylacauga, Alabama
Sylacauga là một thành phố thuộc quận Talladega, tiểu bang Alabama, Hoa Kỳ. Dân số năm 2009 là 13040 người, mật độ đạt 258 người/km².